# Déflagration
Pour le livre de même titre, voir Patrick Stefanini#Parcours politique.
 (mars 2019).
Si vous disposez d'ouvrages ou d'articles de référence ou si vous connaissez des sites web de qualité traitant du thème abordé ici, merci de compléter l'article en donnant les références utiles à sa vérifiabilité et en les liant à la section « Notes et références ».
Une déflagration est une combustion rapide accompagnée d'un bruit plus ou moins fort dont la vitesse de propagation est inférieure à la vitesse du son. Il s'agit de l'ensemble des phénomènes consécutifs au passage rapide d'un front de réaction, le plus souvent d'un front de flamme (combustion d'un gaz ou d'une vapeur), au travers d'un mélange de combustible et de comburant, ou prémélange.

## Description
Dans un mélange homogène d'air et de gaz ou vapeur combustible, une flamme se propage à une vitesse constante, assez rapide mais qui reste de l'ordre de grandeur de celle de phénomènes familiers. Elle est souvent de l'ordre de quelques décimètres à quelques mètres par seconde, donc comparable à celle d'un marcheur ou d'un coureur. C'est ce qui se passe lors de l'inflammation rapide du mélange de gaz et d'air au-dessus d'un bec de cuisinière ou dans un four.
Si la masse de gaz est faible, le phénomène est sans conséquence ; si la masse est importante, une explosion peut se produire. La flamme d'un brûleur est une déflagration se propageant à une vitesse constante, dans un sens opposé à celui du flux gazeux.
Dans une déflagration, les gaz brûlés se déplacent dans le sens opposé à celui de la flamme, à une vitesse subsonique.

## Applications
- Moteur à allumage commandé (moteur essence) : dans le cylindre, le terme d'« explosion » est en fait une déflagration dans le mélange essence/air ;
- L'embrasement généralisé éclair, ou en anglais flashover, est une déflagration ayant lieu lors d'un incendie lorsqu'une poche de gaz s’enflamme brutalement.

## Détonation
La propagation d'une flamme dans un mélange gazeux explosif de composition convenable peut s'accélérer brutalement et se transformer en un bruit important.